# Mistrovství světa v rallye 2021
Mistrovství světa v rallye 2021 je 49. ročník série závodů mistrovství světa v rallye. Soutěž má celkem 12 podniků, které se konají v Evropě, Africe a v Asii. Titul obhajují Francouzi Sébastien Ogier mezi piloty, Julien Ingrassia mezi navigátory a Hyundai Motorsport mezi týmy.
Z důvodu pandemie covidu-19 byla na poslední chvíli zrušena Rally Sweden, soutěž nahradila Arctic Rally. Finsko tak získalo druhý podnik v MS za sezonu. Ze stejného důvodu byla zrušena Rally Chile. Z finančních důvodů byla zrušena Wales Rally GB.

## Kalendář

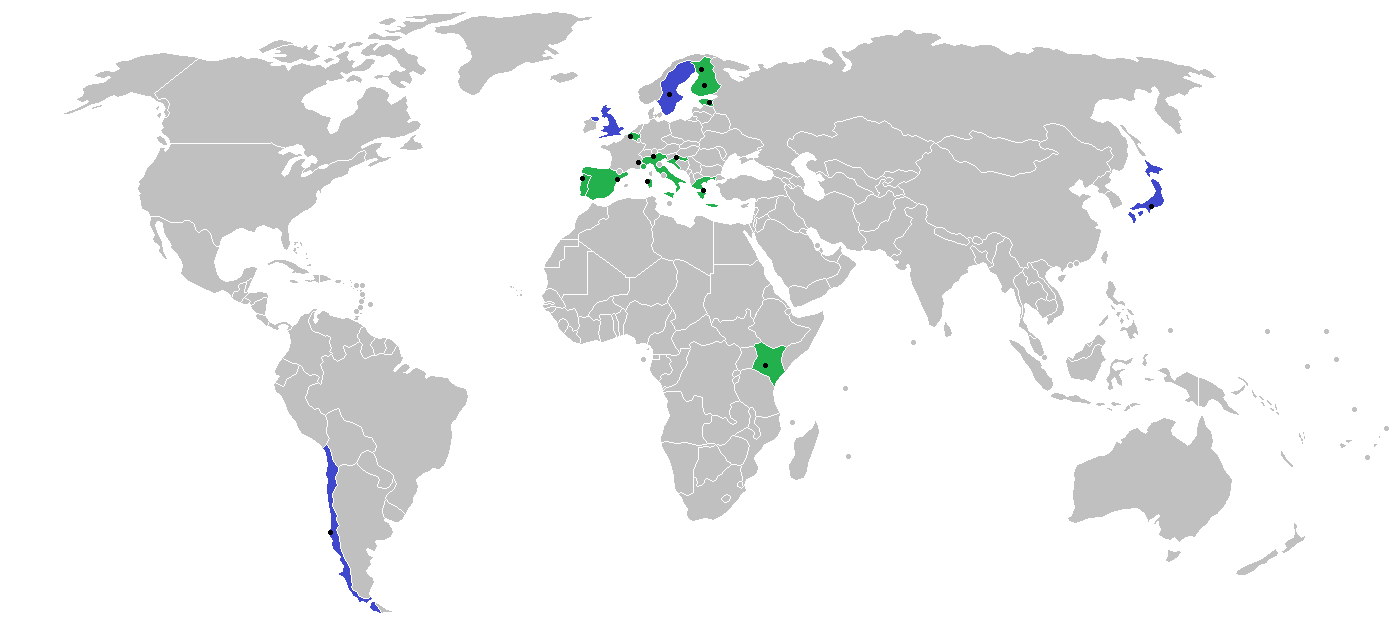
Mapa se soutěžemi MS 2021.

Šampionát má 12 podniků v Evropě, Africe a Asii:
| Podnik   | Start         | Cíl           | Rally                          | Centrum soutěže                 | Povrch   | RZ | Délka     | Ref.  |
| -------- | ------------- | ------------- | ------------------------------ | ------------------------------- | -------- | -- | --------- | ----- |
| 1        | 21. ledna     | 24. ledna     | Rallye Automobile Monte Carlo  | Gap, Provence-Alpes-Côte d'Azur | Mix      | 14 | 257.64 km | [ 1 ] |
| 2        | 26. února     | 28. února     | Arctic Rally Finland           | Rovaniemi, Laponsko             | Sníh     | 10 | 251.08 km | [ 2 ] |
| 3        | 22. dubna     | 25. dubna     | Croatia Rally                  | Záhřeb                          | Asfalt   | 20 | 300.32 km | [ 3 ] |
| 4        | 20. května    | 23. května    | Rally de Portugal              | Matosinhos, Porto               | Šotolina | 21 | 346.26 km | [ 4 ] |
| 5        | 3. června     | 6. června     | Rally Italia Sardegna          | Alghero, Sardinie               | Šotolina | 20 | 305.32 km | [ 5 ] |
| 6        | 24. června    | 27. června    | Safari Rally Kenya             | Nairobi, Nairobi County         | Šotolina | 18 | 320.77 km | [ 6 ] |
| 7        | 15. července  | 18. července  | Rally Estonia                  | Tartu, Tartumaa                 | Šotolina | 24 | 314,16 km |       |
| 8        | 29. července  | 1. srpna      | Rally Finland                  | Jyväskylä, Střední Finsko       | Šotolina | 19 | 287,11 km |       |
| 9        | 13. srpna     | 15. srpna     | Ypres Rally Belgium            | Ypry, Západní Flandry           | Asfalt   | 20 | 295,78 km |       |
| 10       | 9. září       | 12. září      | Acropolis Rally Greece         | Athény, Attika                  | Šotolina | 15 | 292,19 km |       |
| 11       | 14. říjen     | 17. říjen     | RACC Rally Catalunya de España | Salou, Provincie Tarragona      | Asfalt   | 17 | 280,46 km |       |
| 12       | 18. listopadu | 21. listopadu | ACI Rally Monza                | Monza, Monza a Brianza          | Asfalt   | 16 | 253,18 km |       |
| Sources: |               |               |                                |                                 |          |    |           |       |

Zde jsou zrušené soutěže s důvody:
| Start         | Cíl           | Rally        | Centrum soutěže     | Povrch(y) | RZ | Délka     | Důvod zrušení | Ref.   |
| ------------- | ------------- | ------------ | ------------------- | --------- | -- | --------- | ------------- | ------ |
| 11. února     | 14. února     | Rally Sweden | Torsby, Värmland    | Snow      | 19 | 313.81 km | covid-19      | [ 9 ]  |
| 9. září       | 12. září      | Rally Chile  | Concepción, Bío-Bío | Gravel    | —  | —         | covid-19      | [ 10 ] |
| 19. srpna     | 22. srpna     | Rally GB     | —                   | —         | —  | —         | Finance       |        |
| 11. listopadu | 14. listopadu | Rally Japan  | Nagoja, Čúbu        | Asfalt    | —  | —         | covid-19      |        |

## Týmy a jezdci
| Značka  | Tým                     | Vůz                   | No. | Foto                     | Jezdec              | Navigátor          | Podniky      |
| ------- | ----------------------- | --------------------- | --- | ------------------------ | ------------------- | ------------------ | ------------ |
| Ford    | M-Sport Ford WRT        | Ford Fiesta WRC       | 3   |                          | Teemu Suninen       | Mikko Markkula     | 1–2, 5, 7    |
| Ford    | M-Sport Ford WRT        | Ford Fiesta WRC       | 16  |                          | Adrien Fourmaux     | Renaud Jamoul      | 3–4, 6, 8-9  |
| Ford    | M-Sport Ford WRT        | Ford Fiesta WRC       | 16  | Alexandre Coria          | Adrien Fourmaux     | 10-11              |              |
| Ford    | M-Sport Ford WRT        | Ford Fiesta WRC       | 44  |                          | Gus Greensmith      | Elliott Edmondson  | 1–2          |
| Ford    | M-Sport Ford WRT        | Ford Fiesta WRC       | 44  | Chris Patterson          | Gus Greensmith      | 3–4, 6–11          |              |
| Ford    | M-Sport Ford WRT        | Ford Fiesta WRC       | 44  | Stuart Loudon            | Gus Greensmith      | 5                  |              |
| Hyundai | Hyundai Shell Mobis WRT | Hyundai i20 Coupe WRC |     |                          |                     |                    |              |
| Hyundai | Hyundai Shell Mobis WRT | Hyundai i20 Coupe WRC | 3   |                          | Teemu Suninen       | TBA                | TBA          |
| Hyundai | Hyundai Shell Mobis WRT | Hyundai i20 Coupe WRC | 6   |                          | Dani Sordo          | Carlos del Barrio  | 1            |
| Hyundai | Hyundai Shell Mobis WRT | Hyundai i20 Coupe WRC | 6   | Borja Rozada             | Dani Sordo          | 4-6                |              |
| Hyundai | Hyundai Shell Mobis WRT | Hyundai i20 Coupe WRC | 6   | Cándido Carrera          | Dani Sordo          | 9, 11              |              |
| Hyundai | Hyundai Shell Mobis WRT | Hyundai i20 Coupe WRC | 8   |                          | Ott Tänak           | Martin Järveoja    | 1–11         |
| Hyundai | Hyundai Shell Mobis WRT | Hyundai i20 Coupe WRC | 11  |                          | Thierry Neuville    | Martijn Wydaeghe   | 1–11         |
| Hyundai | Hyundai Shell Mobis WRT | Hyundai i20 Coupe WRC | 42  |                          | Craig Breen         | Paul Nagle         | 2-3, 7-8, 10 |
| Hyundai | Hyundai 2C Competition  | Hyundai i20 Coupe WRC | 2   |                          | Oliver Solberg      | Sebastian Marshall | 2            |
| Hyundai | Hyundai 2C Competition  | Hyundai i20 Coupe WRC | 2   | Aaron Johnston           | Oliver Solberg      | 5-6                |              |
| Hyundai | Hyundai 2C Competition  | Hyundai i20 Coupe WRC | 2   | Craig Drew               | Oliver Solberg      | 11                 |              |
| Hyundai | Hyundai 2C Competition  | Hyundai i20 Coupe WRC | 7   |                          | Pierre-Louis Loubet | Vincent Landais    | 1–3          |
| Hyundai | Hyundai 2C Competition  | Hyundai i20 Coupe WRC | 7   | Florian Haut-Labourdette | Pierre-Louis Loubet | 4-9                |              |
| Hyundai | Hyundai 2C Competition  | Hyundai i20 Coupe WRC | 42  |                          | Nil Solans          | Marc Martí         | 11           |
| Toyota  | Toyota Gazoo Racing WRT | Toyota Yaris WRC      | 1   |                          | Sébastien Ogier     | Julien Ingrassia   | 1–11         |
| Toyota  | Toyota Gazoo Racing WRT | Toyota Yaris WRC      | 33  |                          | Elfyn Evans         | Scott Martin       | 1–11         |
| Toyota  | Toyota Gazoo Racing WRT | Toyota Yaris WRC      | 69  |                          | Kalle Rovanperä     | Jonne Halttunen    | 1–11         |
| Source: |                         |                       |     |                          |                     |                    |              |

| Značka  | Tým                     | Vůz              | No. | Jezdec           | Navigátor          | Podniky |
| ------- | ----------------------- | ---------------- | --- | ---------------- | ------------------ | ------- |
| Ford    | JanPro                  | Ford Fiesta WRC  | 12  | Janne Tuohino    | Reeta Hämäläinen   | 2       |
| Ford    | M-Sport Ford WRT        | Ford Fiesta WRC  | 37  | Lorenzo Bertelli | Simone Scattolin   | 2, 6    |
| Ford    | M-Sport Ford WRT        | Ford Fiesta WRC  | 54  | Niko Pulić       | Aleksandra Kovačić | 3       |
| Toyota  | Toyota Gazoo Racing WRT | Toyota Yaris WRC | 18  | Takamoto Katsuta | Daniel Barritt     | 1–2     |
| Source: |                         |                  |     |                  |                    |         |